# Jean-Laurent Mosnier

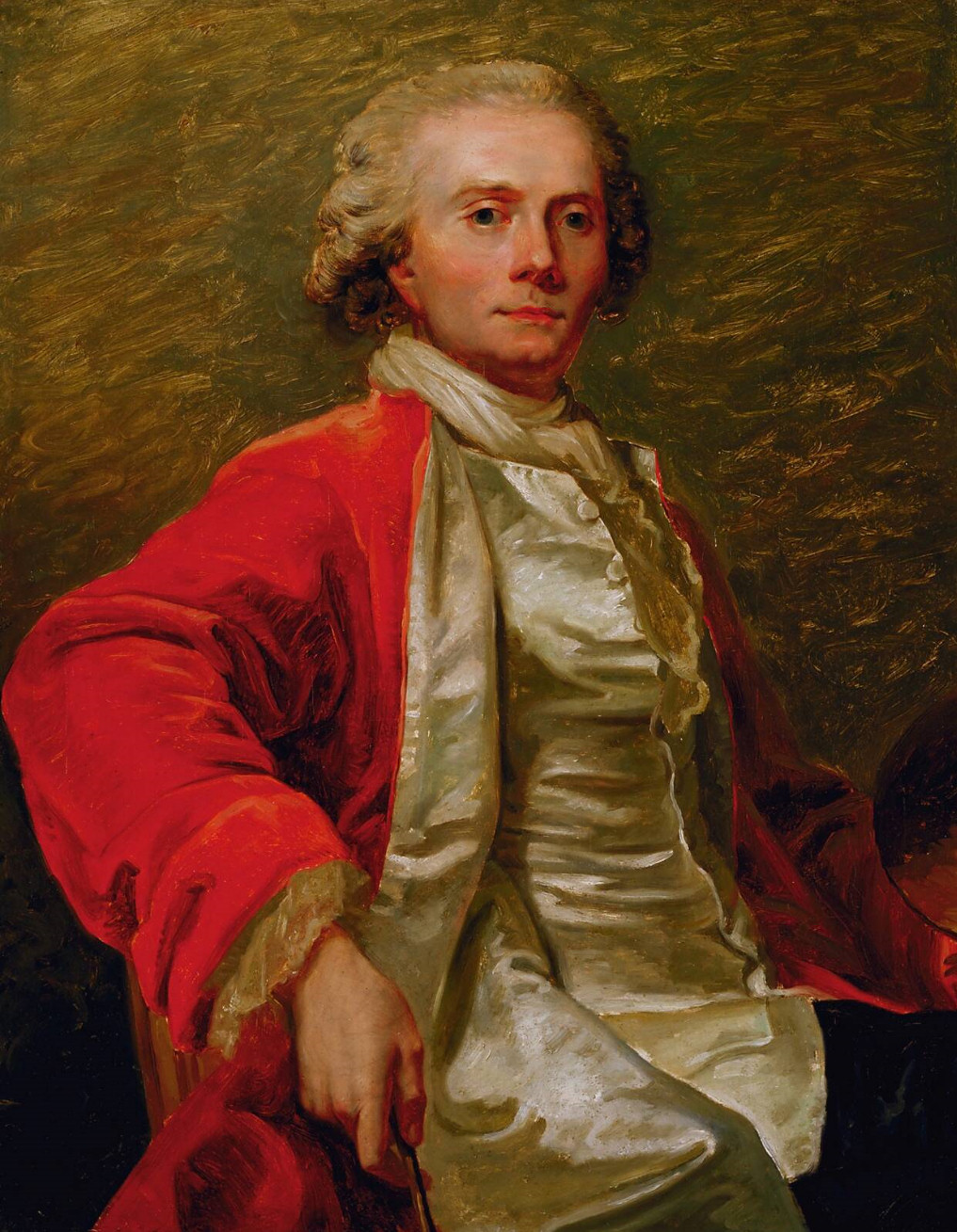
Autoritratto di Jean-Laurent Mosnier

Jean-Laurent Mosnier (Parigi, 1743 – San Pietroburgo, 10 aprile 1808) è stato un pittore e miniaturista francese.
Pittore di corte sotto l'Ancien Régime, Mosnier iniziò, dal 1789, una brillante carriera come ritrattista a Londra, Amburgo e San Pietroburgo. Molte volte accademico, lasciò un notevole lavoro di alta qualità, soprattutto nelle miniature.

## Lavori

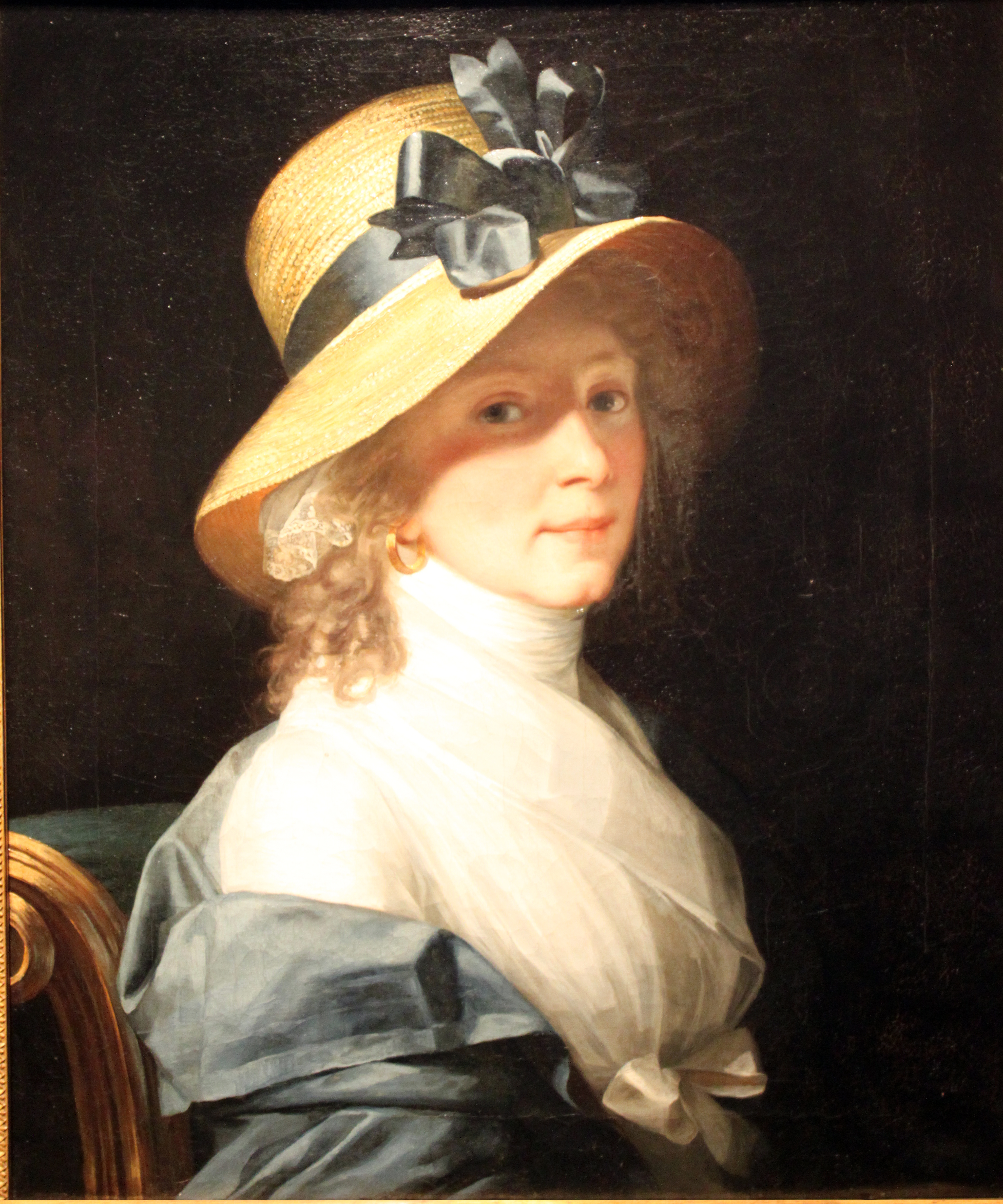
Elisabeth Hudtwalcker, nata Moller, moglie del senatore Martin Hudtwalcker, 1798, Hamburger Kunsthalle
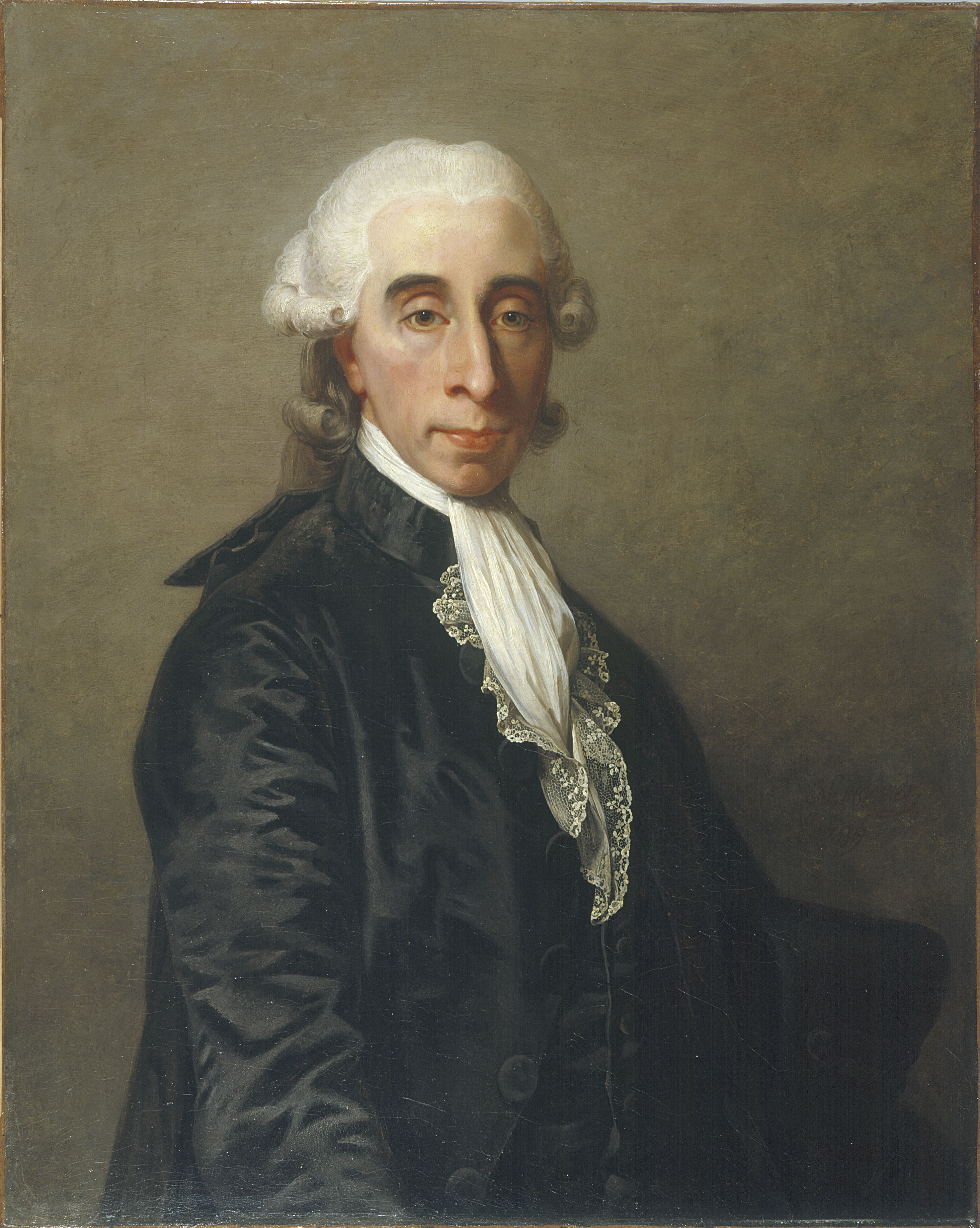
Jean Sylvain Bailly, astronomo e letterato, primo sindaco di Parigi, 1798, Museo Carnevalet